# Festa de l'Estany
La Festa de l'Estany se celebra el primer diumenge de l'última desena del mes d'agost i marca la fi de la temporada estival a Puigcerdà. Els orígens de d'aquesta festa es remunten a l'any 1886, quan membres de l'anomenada “colonia veraniega” juntament amb personatges locals com Josep Maria Martí, Miquel Salvadó i Llorens i Joan Puigbó Casamitjana decidiren crear un esdeveniment festiu com a comiat dels estiuejants que passaven l'estiu a Puigcerdà.

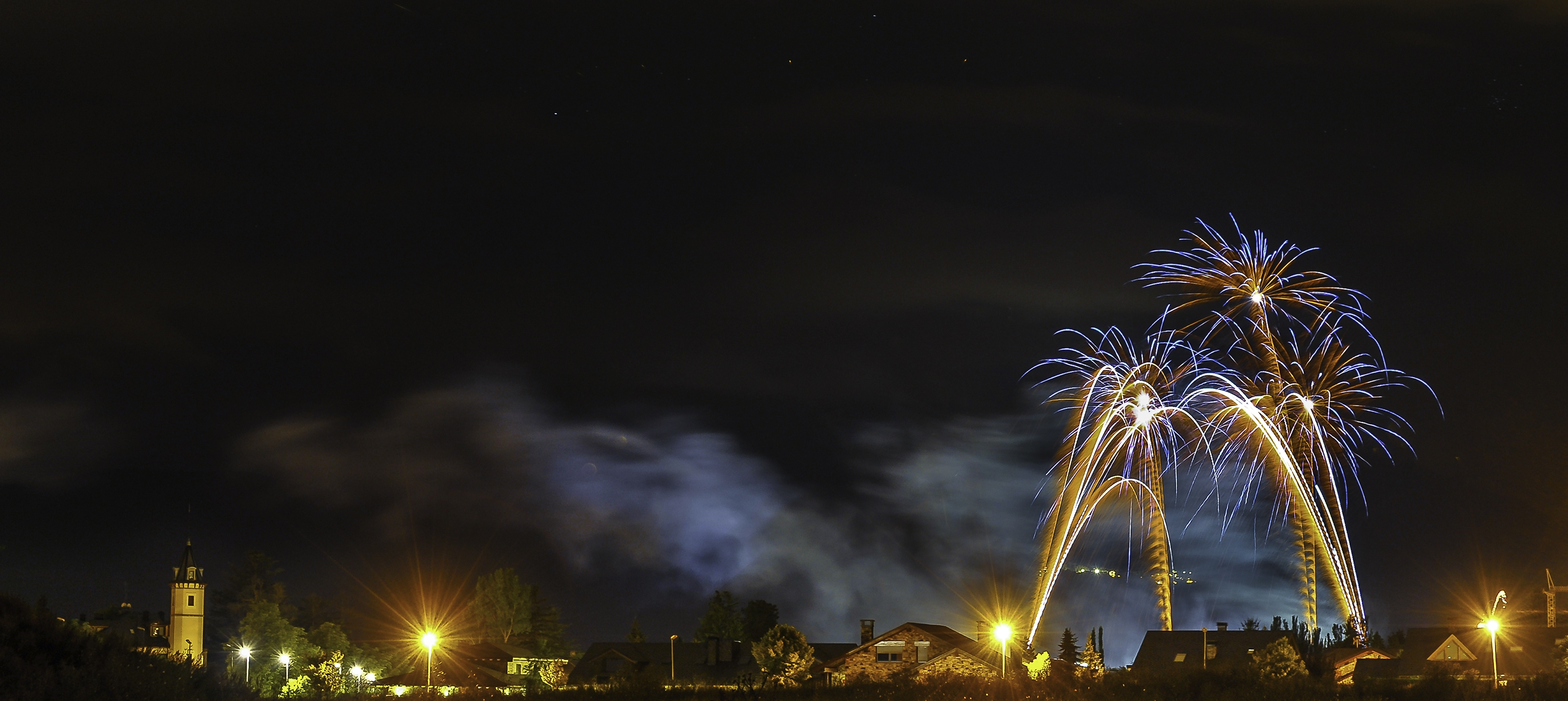
Festa de l'Estany. Foto: Emili Giménez

## Història

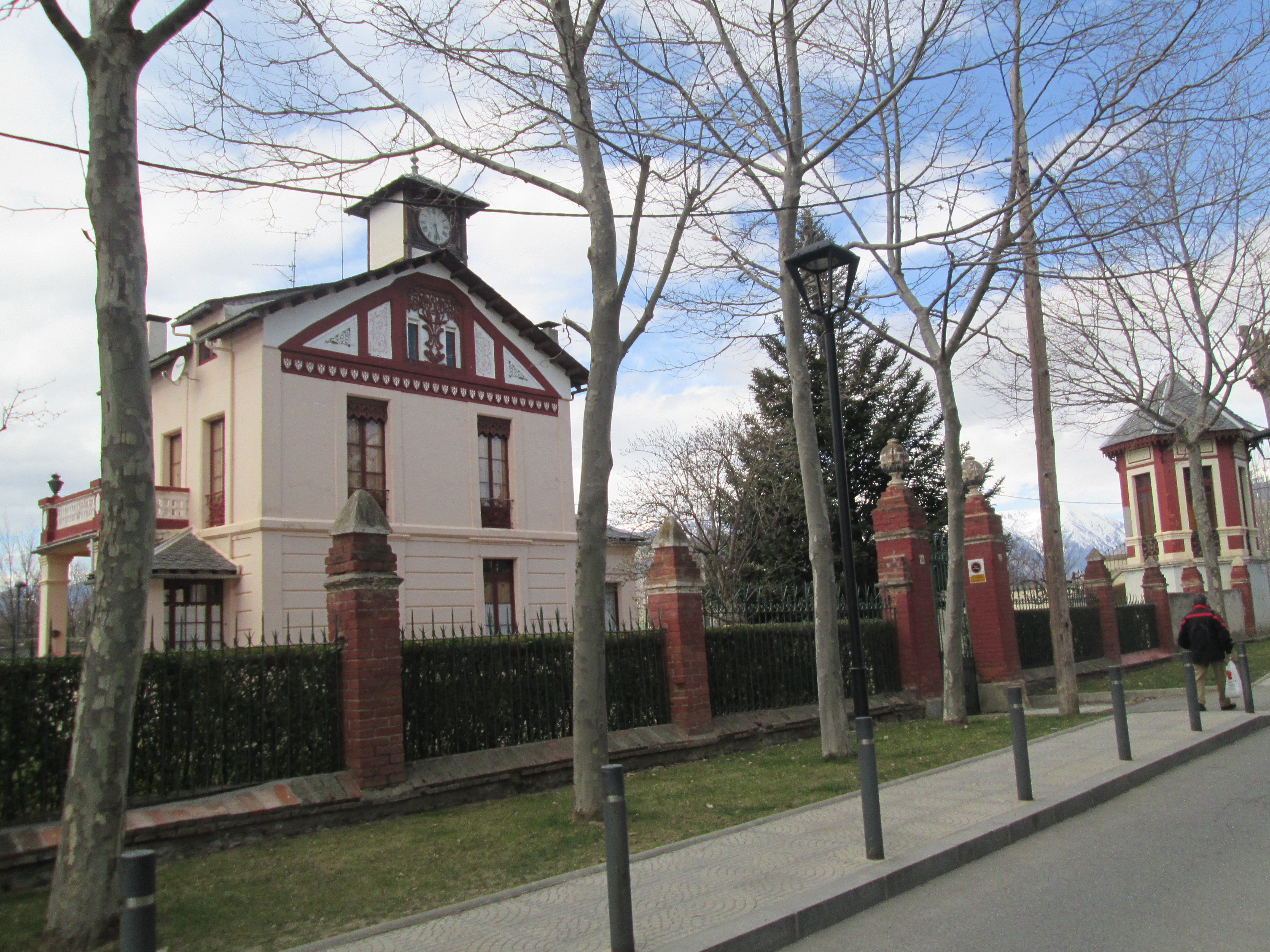
Villa del Rellotge

Finalitzades les guerres carlines i amb el reconeixement que Puigcerdà es guanyà gràcies a la seva resistència davant els setges soferts, començà a guanyar-se un nom com a destí turístic.
L'enderrocament de les muralles i l'obertura de la Vila cap a l'exterior, fomentà l'arribada de l'anomenada “colonia veraniega”, formada principalment per la burgesia benestant de Barcelona, que es varen fer construir les “Villas” a l'entorn de l'estany. Conegudes són les Villas Eduardo, Andreu, Matilde, Maria, Del Rellotge, Moner, Vilallonga, Clausolles, Font o Maló. Moltes d'elles encara existeixen avui dia. Personatges importants de l'època, com mossèn Cinto Verdaguer, Santiago Rusiñol, Enric Granados, Narcís Oller, Albéniz, Maragall, Krigboom o Blanchard també pujaren a Puigcerdà a passar llargues estades. En aquestes estades, es relacionaren amb personatges de la classe dirigent de la Vila, com Josep Maria Martí, i crearen un moviment social i cultural que desembocà en la creació del Casino Ceretà i del Círcol Agrícola Mercantil.
És, llavors, dins d'aquest clima, que s'ideà, l'any 1886, la celebració de la “Fiesta nocturna a la veneciana”, bressol de l'actual Festa de l'Estany.
Les activitats que es duien a terme consistien en una rua de carrosses engalanades on es reflectia els sentiments vers els temes d'actualitat i finalitzava a la nit amb un castell de focs d'artifici a l'estany.

## Actualitat

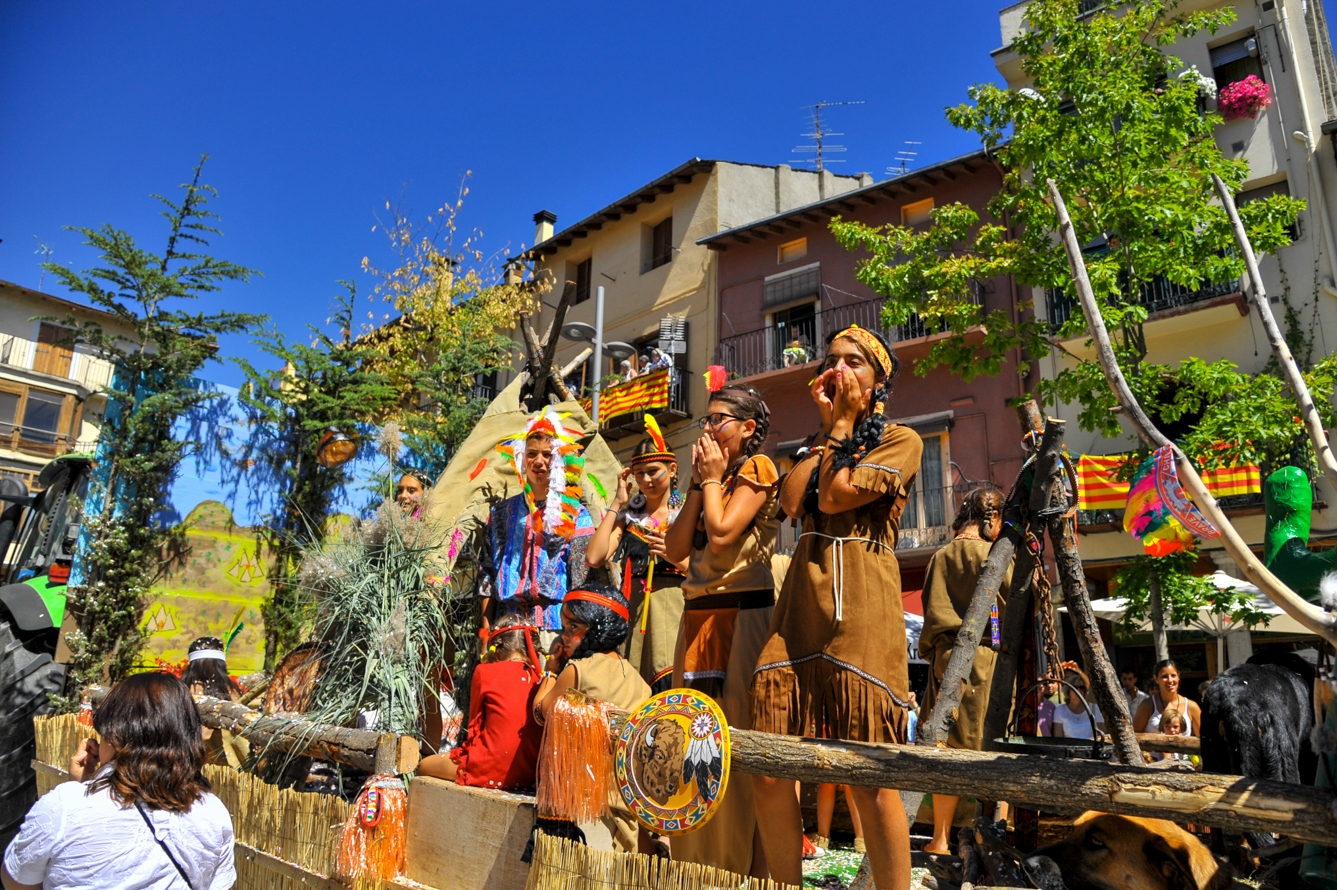
Carrosses de la Festa de l'Estany. Foto: Emili Giménez

Actualment la Festa de l'Estany ha esdevingut una de les activitats més esperades pels vilatans i pels estiuejants que visiten la comarca.
El tret de sortida comença la nit del dissabte amb l'aparició de la Vella de l'Estany i el seu recorregut pels carrers de la vila fins al l'Ajuntament on es dona la benvinguda a tothom. De bon matí es realitza la tradicional trobada d'autoritats al poble de la Guingueta d'Ix, com a acte de germanor entre els pobles de la Cerdanya, amb el corresponent cant de l'himne cerdà.
Tot seguit comença la cavalcada de carrosses, engalanades amb diferents motius i que fan referència de forma còmica i crítica alhora, dels esdeveniments més rellevants de l'actualitat, tant locals com nacionals, acompanyada sempre per la Vella de l'Estany.
La cavalcada es torna a repetir al vespre, previ a l'inici del castell de focs d'artifici, finalitzant amb el comiat i descens de la Vella de l'Estany a les profunditats de les aigües fins a l'any vinent.
Com a nota curiosa, destacar que l'any 1913, la festa es va fer en honor de la Infanta Isabel i en 1932 se li dedicà al President Francesc Macià.

## La Vella de l'Estany

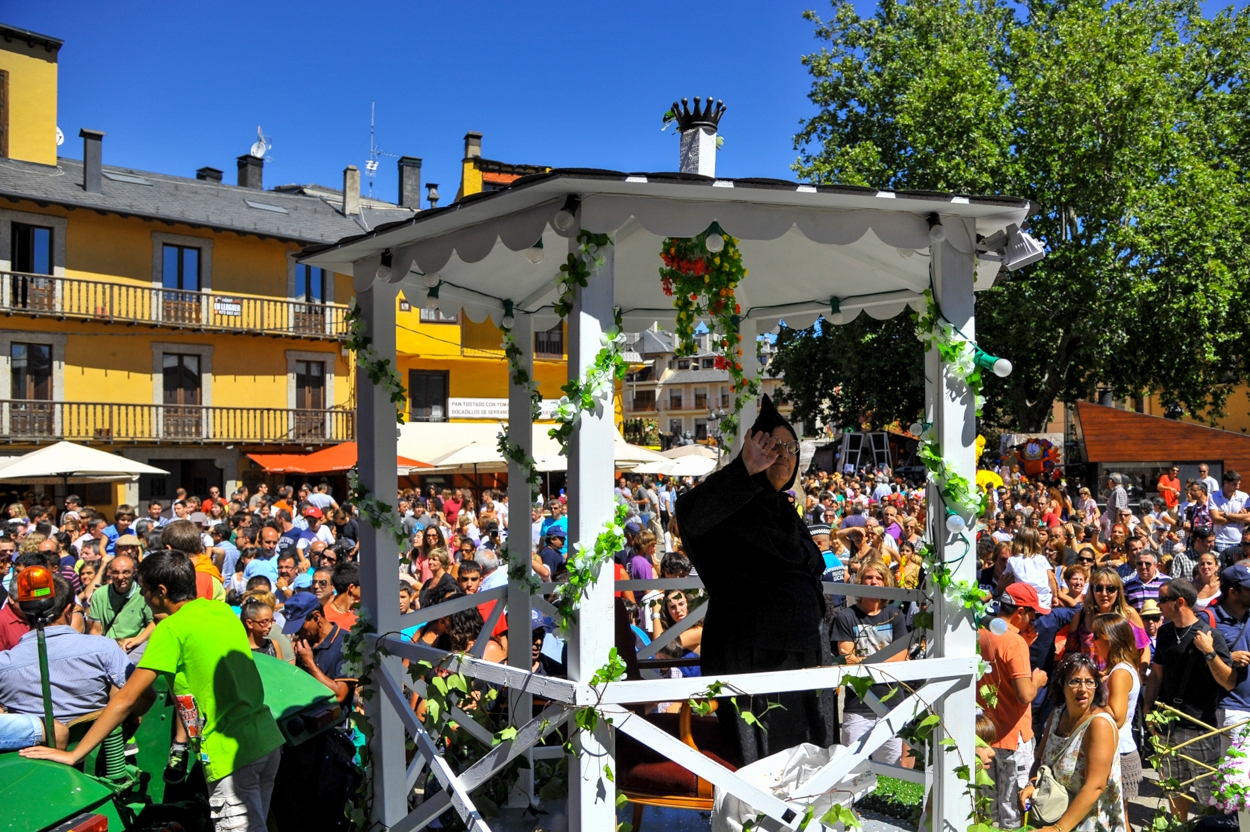
Carrossa amb la Vella de l'Estany. Foto: Emili Giménez

Si hi ha un element que caracteritza la Festa de l'Estany és precisament el personatge de la Vella de l'Estany i la seva llegenda.
Segons aquesta llegenda, es tracta una velleta d'avançada edat i amb silueta corbada amb caputxó i gipó que vivia en una de les cases situada on actualment hi trobem l'estany. Aquest es va construir malgrat la seva negativa degut l'estima que li tenia a aquest lloc, i cada dia visitava l'indret on havia viscut tota la seva vida. En morir, va prometre que continuarien les seves visites i des d'aleshores, any rere any, apareix puntualment un dia del mes d'agost, que coincideix amb la Festa de l'Estany, i a la nit retorna a la seva casa sota les aigües.
Trobem una segona llegenda: segons relata Josep Vinyet, una altra velleta d'iguals característiques, enamorada de la seva terra i de l'estany, acudeix puntualment cada d'any per la Festa de l'Estany i “ ve, recorre el poblet, analitza els avenços del veïnat, omple el seu cor d'alegria” i després de compartir aquest dia amb tots aquells que s'han aplegat a la Vila “ discretament per entre les branques d'un saüc ploraner, inicia en un petit vaixell el seu viatge de tornada a la mansió palatina que una fantasia va saber construir-li sota les aigües, on l'esperen aquelles fades que en un dia remot van arribar des del llac de Lanós, seduïdes per un pastor amb no sé quins estranys relats d'aquesta terra”